# Mycerobas icterioides
Il frosone giallonero o frosone dorato (Mycerobas icterioides Vigors, 1831) è un uccello passeriforme della famiglia dei Fringillidi.

## Descrizione

### Dimensioni
Misura fino a  23 centimetri di lunghezza, per un'apertura alare che si attesta attorno ai 27–298 cm ed un peso che raramente supera i 60 g. 

### Aspetto

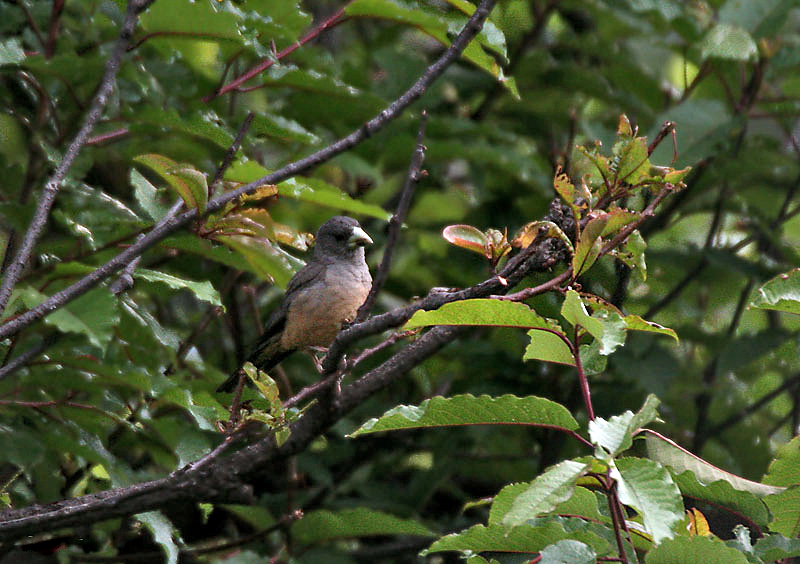
Una femmina fra la vegetazione.

Come le specie congeneri, anche il frosone giallonero è un uccelletto robusto, con grossa testa e becco tozzo e massiccio, e soprattutto con un marcato dimorfismo sessuale. Mentre la femmina è di un anonimo colore grigio-verdastro sul dorso e bruno-grigio sul ventre con ali e coda orlate di nero, infatti, il maschio si presenta colorato in giallo ed in nero in maniera molto simile al congenere ed affine frosone dal collare, rispetto al quale le aree di colore nero su ali, coda e testa sono meno estese (specialmente a livello della testa) e non è presente il "collare" di colore bruno.

In entrambi i sessi, gli occhi sono marroni, le zampe carnicino scuro ed il becco grigio-verdastro.

## Biologia
Al di fuori della stagione riproduttiva, questo uccello è solito vivere da solo od in piccoli stormi, che cercano il cibo fra gli alberi scendendo solo di rado al suolo. Il frosone giallonero è una specie attiva principalmente al mattino e prima del tramonto.

### Alimentazione
La dieta di questo uccello è principalmente granivora: i frosoni gialloneri si nutrono prevalentemente di semi e pinoli, che ottengono frantumando involucri anche molto duri grazie al tozzo e potente becco, coadiuvato da una robusta muscolatura. Questi animali possono mangiare anche germogli, bacche, frutta ed altri materiali di origine vegetale, mentre è piuttosto raro che si cibino di insetti od altri invertebrati.

### Riproduzione
La stagione riproduttiva inizia coi primi caldi della primavera: le coppie si formano dopo un lungo corteggiamento che consiste nell'inseguimento della femmina da parte del maschio.

È la femmina ad occuparsi della costruzione del nido (una coppa di ramoscelli intrecciati foderata all'interno di erba e pelo, posta nel fitto della vegetazione fra i 6 ed i 20 m d'altezza) e della cova delle 2-3 uova, mentre il maschio s'incarica di procurare il cibo. I piccoli schiudono dopo 12-13 giorni e vengono imbeccati da entrambi i genitori; essi sono in grado d'involarsi a 17-18 giorni dalla schiusa, ma difficilmente si separano dai genitori prima del mese di vita.

## Distribuzione e habitat
La specie è diffusa al nord-est dell'Afghanistan attraverso il Kashmir e l'Himalaya fino in Tibet.
Si tratta di un uccello che predilige vivere in quota: durante il periodo caldo infatti lo si trova nelle foreste miste e di conifere fra i 2500 ed i 3000 m, mentre durante la stagione fredda tende a scendere sotto i 2000 m di altitudine.